# 中和節
中和節是一個源於中國的傳統節日。相傳為太陽真君的誕辰。於每年農曆的二月初一。後來因為此日和二月初二的春社和龍抬頭接近，有些習俗已經合併在春社和龍抬頭中。
中和節是唐代唐德宗下詔定下的。这一天人们会做些好吃的点心，买些时令的果子，称之为“迎富贵果子”，一家人高兴的享用。中和節慶典往往延續至翌日。宋朝时，宫廷二月初二的时候，会将新鲜时令的蔬菜和水果，命人挑入宫中供贵人尝鲜。宋人周密在《武林旧事》中记述南宋时，二月初二这一天宫中有“挑菜”娱乐活动。宴会上，在一些小斛中放着新鲜菜蔬，把它们的名称写在丝帛上，压放在斛下，让大家猜。根据猜的结果，有赏有罚。这一活动因有很多的娱乐性，所以当时“王宫贵邸亦多效之”。